# Ratpenat murí de Milin
El ratpenat murí de Milin (Murina milinensis) és una espècie de ratpenat de la família dels vespertiliònids. És endèmic de la Regió Autònoma del Tibet (Xina), on viu a altituds superiors a 3.000 msnm. És un ratpenat murí de petites dimensions, amb una llargada de cap a gropa d'uns 29-39 mm. El seu hàbitat natural són els boscos mixtos de coníferes i frondoses de clima monsònic. El nom específic milinensis significa ‘de Milin’ i es refereix a la seva localitat tipus. Com que fou descobert fa poc, encara no se n'ha avaluat l'estat de conservació.